# Càlcul fraccional de conjunts
El càlcul fraccional de conjunts (FCS, de l'anglès fractional calculus of sets) és una metodologia derivada del càlcul fraccional i va ser mencionat per primera vegada a l'article titulat Sets of Fractional Operators and Numerical Estimation of the Order of Convergence of a Family of Fractional Fixed-Point Methods. El concepte principal darrere del FCS és la caracterització dels elements del càlcul fraccional utilitzant conjunts degut a la gran quantitat d'operadors fraccionals disponibles. Aquesta metodologia es va originar a partir del desenvolupament del mètode de Newton-Raphson fraccional i treballs relacionats posteriors.

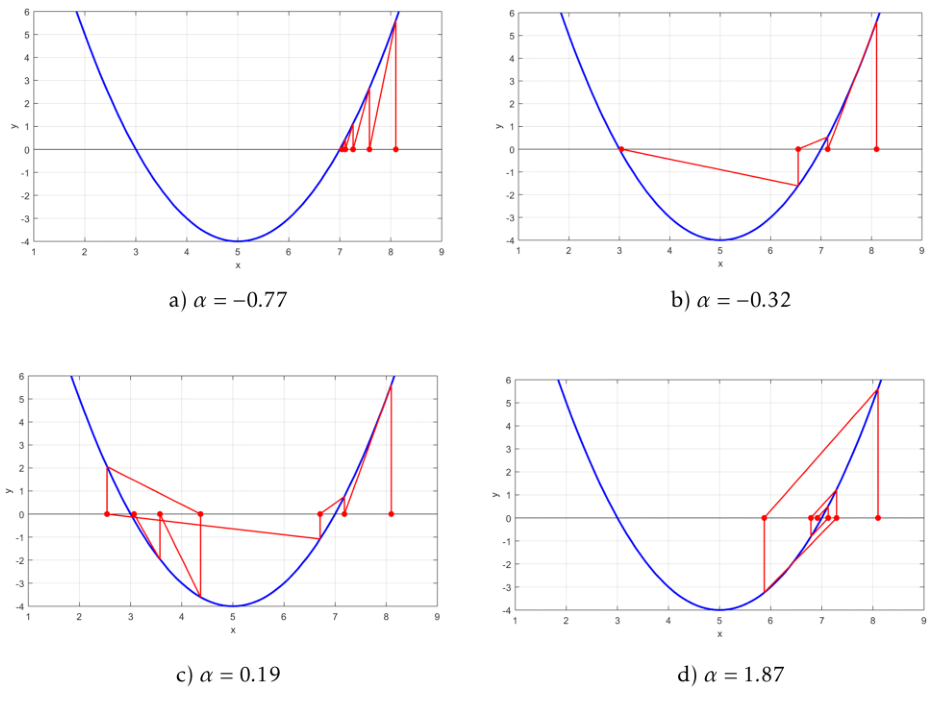
Il·lustració d'algunes línies generades pel mètode de Newton–Raphson fraccional per a la mateixa condició inicial però amb ordres diferents de l'operador fraccionari implementat. Font: [https://www.sciencedirect.com/science/article/abs/pii/S0096300322003058?via%3Dihub Applied Mathematics and Computation

## ConjuntOx,αn(h){\displaystyle O_{x,\alpha }^{n}(h)}d'operadors fraccionals
El càlcul fraccional, una branca de les matemàtiques que tracta amb derivades d'ordre no enter, va sorgir gairebé simultàniament amb el càlcul tradicional. Aquesta emergència va ser en part degut a la notació de Leibniz per a derivades d'ordre enter: {\displaystyle {\frac {d^{n}}{dx^{n}}}}. Gràcies a aquesta notació, L’Hôpital va poder preguntar en una carta a Leibniz sobre la interpretació de prendre {\displaystyle n={\frac {1}{2}}} en una derivada. En aquell moment, Leibniz no va poder proporcionar una interpretació física o geomètrica per a aquesta pregunta, per la qual cosa simplement va respondre a L’Hôpital en una carta que «... és una aparent paradoxa de la qual, algun dia, se'n derivaran conseqüències útils».

El nom «càlcul fraccional» s'origina a partir d'una pregunta històrica, ja que aquesta branca de l'anàlisi matemàtica estudia derivades i integrals d'un cert ordre {\displaystyle \alpha \in \mathbb {R} }. Actualment, el càlcul fraccional manca d'una definició unificada del que constitueix una derivada fraccional. En conseqüència, quan no és necessari especificar explícitament la forma d'una derivada fraccional, típicament es denota de la següent manera:
Els operadors fraccionals tenen diverses representacions, però una de les seves propietats fonamentals és que recuperen els resultats del càlcul tradicional a mesura que {\displaystyle \alpha \to n}. Considerant una funció escalar {\displaystyle h:\mathbb {R} ^{m}\to \mathbb {R} } i la base canònica de {\displaystyle \mathbb {R} ^{m}} denotada per {\displaystyle \{{\hat {e}}_{k}\}_{k\geq 1}}, el següent operador fraccional d'ordre {\displaystyle \alpha } es defineix utilitzant notació d'Einstein:
Denotant {\displaystyle \partial _{k}^{n}} com la derivada parcial d'ordre {\displaystyle n} respecte al component {\displaystyle k}-èsim del vector {\displaystyle x}, es defineix el següent conjunt d'operadors fraccionals:
{\displaystyle O_{x,\alpha }^{n}(h):=\left\{o_{x}^{\alpha }:\exists o_{k}^{\alpha }h(x){\text{ i }}\lim _{\alpha \to n}o_{k}^{\alpha }h(x)=\partial _{k}^{n}h(x)\ \forall k\geq 1\right\},}
el complement del qual és:
{\displaystyle O_{x,\alpha }^{n,c}(h):=\left\{o_{x}^{\alpha }:\exists o_{k}^{\alpha }h(x)\ \forall k\geq 1{\text{ i }}\lim _{\alpha \to n}o_{k}^{\alpha }h(x)\neq \partial _{k}^{n}h(x){\text{ per almenys un }}k\geq 1\right\}.}
Com a conseqüència, es defineix el següent conjunt:

### Extensió a funcions vectorials
Per a una funció {\displaystyle h:\Omega \subset \mathbb {R} ^{m}\to \mathbb {R} ^{m}}, el conjunt es defineix com:
on {\displaystyle [h]_{k}:\Omega \subset \mathbb {R} ^{m}\to \mathbb {R} } denota el {\displaystyle k}-èsim component de la funció {\displaystyle h}.

## ConjuntmMOx,α∞,u(h){\displaystyle {}_{m}MO_{x,\alpha }^{\infty ,u}(h)}d'operadors fraccionals
El conjunt d'operadors fraccionals considerant ordres infinits es defineix com:
on sota el producte de Hadamard clàssic es té que:

### Operadors matricials fraccionals
Per a cada operador {\displaystyle o_{x}^{\alpha }}, l'operador matricial fraccional es defineix com:
i per a cada operador {\displaystyle o_{x}^{\alpha }\in {}_{m}MO_{x,\alpha }^{\infty ,u}(h)}, es pot definir la següent matriu, corresponent a una generalització de la matriu Jacobiana:
on {\displaystyle A_{\alpha }(h):=\left([A_{\alpha }(h)]_{jk}\right)=\left([h]_{k}\right)}.

## Producte de Hadamard modificat
Considerant que, en general, {\displaystyle o_{x}^{p\alpha }\circ o_{x}^{q\alpha }\neq o_{x}^{(p+q)\alpha }}, es defineix el següent producte de Hadamard modificat:
{\displaystyle o_{i,x}^{p\alpha }\circ o_{j,x}^{q\alpha }:=\left\{{\begin{array}{cl}o_{i,x}^{p\alpha }\circ o_{j,x}^{q\alpha },&{\text{si }}i\neq j\ ({\text{producte de Hadamard tipus horitzontal}})\\o_{i,x}^{(p+q)\alpha },&{\text{si }}i=j\ ({\text{producte de Hadamard tipus vertical}})\end{array}}\right.,}
amb el qual s'obté el següent teorema:

### Teorema: Grup abelià d'operadors matricials fraccionals
Sigui {\displaystyle o_{x}^{\alpha }} un operador fraccional tal que {\displaystyle o_{x}^{\alpha }\in {}_{m}MO_{x,\alpha }^{\infty ,u}(h)}. Considerant el producte de Hadamard modificat, es defineix el següent conjunt d'operadors matricials fraccionals:
{\displaystyle {\begin{array}{c}{}_{m}G(A_{\alpha }(o_{x}^{\alpha })):=\left\{A_{\alpha }^{\circ r}=A_{\alpha }(o_{x}^{r\alpha }):r\in \mathbb {Z} \ {\text{ i }}\ A_{\alpha }^{\circ r}=\left([A_{\alpha }^{\circ r}]_{jk}\right):=\left(o_{k}^{r\alpha }\right)\right\},\end{array}}\quad (1)}
que correspon al grup Abeliano generat per l'operador {\displaystyle A_{\alpha }(o_{x}^{\alpha })}.

#### Demostració
Atès que el conjunt en l'equació (1) es defineix aplicant només el producte de Hadamard tipus vertical entre els seus elements, per a tots {\displaystyle A_{\alpha }^{\circ p},A_{\alpha }^{\circ q}\in {}_{m}G(A_{\alpha }(o_{x}^{\alpha }))} es té que:
{\displaystyle A_{\alpha }^{\circ p}\circ A_{\alpha }^{\circ q}=\left([A_{\alpha }^{\circ p}]_{jk}\right)\circ \left([A_{\alpha }^{\circ q}]_{jk}\right)=\left(o_{k}^{(p+q)\alpha }\right)=\left([A_{\alpha }^{\circ (p+q)}]_{jk}\right)=A_{\alpha }^{\circ (p+q)},}
amb el qual és possible demostrar que el conjunt (1) satisfà les següents propietats d'un grup Abeliano:
{\displaystyle \left\{{\begin{array}{l}\forall A_{\alpha }^{\circ p},A_{\alpha }^{\circ q},A_{\alpha }^{\circ r}\in {}_{m}G(A_{\alpha }(o_{x}^{\alpha })),\ \left(A_{\alpha }^{\circ p}\circ A_{\alpha }^{\circ q}\right)\circ A_{\alpha }^{\circ r}=A_{\alpha }^{\circ p}\circ \left(A_{\alpha }^{\circ q}\circ A_{\alpha }^{\circ r}\right)\\\exists A_{\alpha }^{\circ 0}\in {}_{m}G(A_{\alpha }(o_{x}^{\alpha }))\ {\text{tal que}}\ \forall A_{\alpha }^{\circ p}\in {}_{m}G(A_{\alpha }(o_{x}^{\alpha })),\ A_{\alpha }^{\circ 0}\circ A_{\alpha }^{\circ p}=A_{\alpha }^{\circ p}\\\forall A_{\alpha }^{\circ p}\in {}_{m}G(A_{\alpha }(o_{x}^{\alpha })),\ \exists A_{\alpha }^{\circ -p}\in {}_{m}G(A_{\alpha }(o_{x}^{\alpha }))\ {\text{tal que}}\ A_{\alpha }^{\circ p}\circ A_{\alpha }^{\circ -p}=A_{\alpha }^{\circ 0}\\\forall A_{\alpha }^{\circ p},A_{\alpha }^{\circ q}\in {}_{m}G(A_{\alpha }(o_{x}^{\alpha })),\ A_{\alpha }^{\circ p}\circ A_{\alpha }^{\circ q}=A_{\alpha }^{\circ q}\circ A_{\alpha }^{\circ p}\end{array}}\right..}

## ConjuntmSx,αn,γ(h){\displaystyle {}_{m}S_{x,\alpha }^{n,\gamma }(h)}d'Operadors Fraccionals
Sigui {\displaystyle \mathbb {N} _{0}} el conjunt {\displaystyle \mathbb {N} \cup \{0\}}. Si {\displaystyle \gamma \in \mathbb {N} _{0}^{m}} i {\displaystyle x\in \mathbb {R} ^{m}}, llavors és possible definir la següent notació multiíndex:
{\displaystyle \left\{{\begin{array}{c}{\begin{array}{ccc}\displaystyle \gamma !:=\prod _{k=1}^{m}[\gamma ]_{k}!,&|\gamma |:=\displaystyle \sum _{k=1}^{m}[\gamma ]_{k},&\displaystyle x^{\gamma }:=\prod _{k=1}^{m}[x]_{k}^{[\gamma ]_{k}}\end{array}}\\\displaystyle {\frac {\partial ^{\gamma }}{\partial x^{\gamma }}}:={\frac {\partial ^{[\gamma ]_{1}}}{\partial [x]_{1}}}{\frac {\partial ^{[\gamma ]_{2}}}{\partial [x]_{2}}}\cdots {\frac {\partial ^{[\gamma ]_{m}}}{\partial [x]_{m}}}\end{array}}\right..}
Aleshores, considerant una funció {\displaystyle h:\Omega \subset \mathbb {R} ^{m}\to \mathbb {R} } i l'operador fraccional:
{\displaystyle s_{x}^{\alpha \gamma }\left(o_{x}^{\alpha }\right):=o_{1}^{\alpha [\gamma ]_{1}}o_{2}^{\alpha [\gamma ]_{2}}\cdots o_{m}^{\alpha [\gamma ]_{m}},}
es defineix el següent conjunt d'operadors fraccionals:
{\displaystyle S_{x,\alpha }^{n,\gamma }(h):=\left\{s_{x}^{\alpha \gamma }=s_{x}^{\alpha \gamma }\left(o_{x}^{\alpha }\right)\ :\ \exists s_{x}^{\alpha \gamma }h(x)\ {\text{amb }}\ o_{x}^{\alpha }\in O_{x,\alpha }^{s}(h)\ \forall s\leq n^{2}\ {\text{ i }}\ \lim _{\alpha \to k}s_{x}^{\alpha \gamma }h(x)={\frac {\partial ^{k\gamma }}{\partial x^{k\gamma }}}h(x)\ \forall \alpha ,|\gamma |\leq n\right\}.}
D'on s'obtenen els següents resultats:
{\displaystyle {\text{Si }}s_{x}^{\alpha \gamma }\in S_{x,\alpha }^{n,\gamma }(h)\ \Rightarrow \ \left\{{\begin{array}{l}\displaystyle \lim _{\alpha \to 0}s_{x}^{\alpha \gamma }h(x)=o_{1}^{0}o_{2}^{0}\cdots o_{m}^{0}h(x)=h(x)\\\displaystyle \lim _{\alpha \to 1}s_{x}^{\alpha \gamma }h(x)=o_{1}^{[\gamma ]_{1}}o_{2}^{[\gamma ]_{2}}\cdots o_{m}^{[\gamma ]_{m}}h(x)={\frac {\partial ^{\gamma }}{\partial x^{\gamma }}}h(x)\ \forall |\gamma |\leq n\\\displaystyle \lim _{\alpha \to q}s_{x}^{\alpha \gamma }h(x)=o_{1}^{q[\gamma ]_{1}}o_{2}^{q[\gamma ]_{2}}\cdots o_{m}^{q[\gamma ]_{m}}h(x)={\frac {\partial ^{q\gamma }}{\partial x^{q\gamma }}}h(x)\ \forall q|\gamma |\leq qn\\\displaystyle \lim _{\alpha \to n}s_{x}^{\alpha \gamma }h(x)=o_{1}^{n[\gamma ]_{1}}o_{2}^{n[\gamma ]_{2}}\cdots o_{m}^{n[\gamma ]_{m}}h(x)={\frac {\partial ^{n\gamma }}{\partial x^{n\gamma }}}h(x)\ \forall n|\gamma |\leq n^{2}\end{array}}\right..}
Com a conseqüència, considerant una funció {\displaystyle h:\Omega \subset \mathbb {R} ^{m}\to \mathbb {R} ^{m}}, es defineix el següent conjunt d'operadors fraccionals:
{\displaystyle {}_{m}S_{x,\alpha }^{n,\gamma }(h):=\left\{s_{x}^{\alpha \gamma }\ :\ s_{x}^{\alpha \gamma }\in S_{x,\alpha }^{n,\gamma }\left([h]_{k}\right)\ \forall k\leq m\right\}.}

## ConjuntmTx,α∞,γ(a,h){\displaystyle {}_{m}T_{x,\alpha }^{\infty ,\gamma }(a,h)}d'Operadors Fraccionals
Considerant una funció {\displaystyle h:\Omega \subset \mathbb {R} ^{m}\to \mathbb {R} ^{m}} i el següent conjunt d'operadors fraccionals:
{\displaystyle {}_{m}S_{x,\alpha }^{\infty ,\gamma }(h):=\lim _{n\to \infty }{}_{m}S_{x,\alpha }^{n,\gamma }(h).}
Aleshores, prenent una bola {\displaystyle B(a;\delta )\subset \Omega }, és possible definir el següent conjunt d'operadors fraccionals:
{\displaystyle {}_{m}T_{x,\alpha }^{\infty ,\gamma }(a,h):=\left\{t_{x}^{\alpha ,\infty }=t_{x}^{\alpha ,\infty }\left(s_{x}^{\alpha \gamma }\right)\ :\ s_{x}^{\alpha \gamma }\in {}_{m}S_{x,\alpha }^{\infty ,\gamma }(h)\ {\text{ i }}\ t_{x}^{\alpha ,\infty }h(x):=\sum _{|\gamma |=0}^{\infty }{\frac {1}{\gamma !}}{\hat {e}}_{j}s_{x}^{\alpha \gamma }[h]_{j}(a)(x-a)^{\gamma }\right\},}
el qual permet generalitzar l'expansió en sèrie de Taylor d'una funció vectorial en notació multiíndex. Com a conseqüència, és possible obtenir el següent resultat:
{\displaystyle {\text{Si }}t_{x}^{\alpha ,\infty }\in {}_{m}T_{x,\alpha }^{\infty ,\gamma }(a,h)\Rightarrow \left\{{\begin{array}{rl}t_{x}^{\alpha ,\infty }h(x)=&\displaystyle {\hat {e}}_{j}[h]_{j}(a)+\sum _{|\gamma |=1}{\frac {1}{\gamma !}}{\hat {e}}_{j}s_{x}^{\alpha \gamma }[h]_{j}(a)(x-a)^{\gamma }+\sum _{|\gamma |=2}^{\infty }{\frac {1}{\gamma !}}{\hat {e}}_{j}s_{x}^{\alpha \gamma }[h]_{j}(a)(x-a)^{\gamma }\\=&\displaystyle h(a)+\sum _{k=1}^{n}{\hat {e}}_{j}o_{k}^{\alpha }[h]_{j}(a)\left[(x-a)\right]_{k}+\sum _{|\gamma |=2}^{\infty }{\frac {1}{\gamma !}}{\hat {e}}_{j}s_{x}^{\alpha \gamma }[h]_{j}(a)(x-a)^{\gamma }\end{array}}\right..}

## Mètode de Newton-Raphson fraccional
Sigui {\displaystyle f:\Omega \subset \mathbb {R} ^{m}\to \mathbb {R} ^{m}} una funció amb un punt {\displaystyle \xi \in \Omega } tal que {\displaystyle \|f(\xi )\|=0}. Llavors, per a algun {\displaystyle x_{i}\in B(\xi ;\delta )\subset \Omega } i un operador fraccional {\displaystyle t_{x}^{\alpha ,\infty }\in {}_{m}T_{x,\alpha }^{\infty ,\gamma }(x_{i},f)}, és possible definir un tipus d'aproximació lineal de la funció {\displaystyle f} al voltant de {\displaystyle x_{i}} de la següent manera:
{\displaystyle t_{x}^{\alpha ,\infty }f(x)\approx f(x_{i})+\sum _{k=1}^{m}{\hat {e}}_{j}o_{k}^{\alpha }[f]_{j}(x_{i})\left[(x-x_{i})\right]_{k},}
el que es pot expressar de forma més compacta com:
{\displaystyle t_{x}^{\alpha ,\infty }f(x)\approx f(x_{i})+\left(o_{k}^{\alpha }[f]_{j}(x_{i})\right)(x-x_{i}),}
on {\displaystyle \left(o_{k}^{\alpha }[f]_{j}(x_{i})\right)} denota una matriu quadrada. D'altra banda, si {\displaystyle x\to \xi } i atès que {\displaystyle \|f(\xi )\|=0}, s'infereix el següent:
{\displaystyle 0\approx f(x_{i})+\left(o_{k}^{\alpha }[f]_{j}(x_{i})\right)(\xi -x_{i})\quad \Rightarrow \quad \xi \approx x_{i}-\left(o_{k}^{\alpha }[f]_{j}(x_{i})\right)^{-1}f(x_{i}).}
Com a conseqüència, definint la matriu:
{\displaystyle A_{f,\alpha }(x)=\left([A_{f,\alpha }]_{jk}(x)\right):=\left(o_{k}^{\alpha }[f]_{j}(x)\right)^{-1},}
és possible definir el següent mètode iteratiu fraccional:
{\displaystyle x_{i+1}:=\Phi (\alpha ,x_{i})=x_{i}-A_{f,\alpha }(x_{i})f(x_{i}),\quad i=0,1,2,\cdots ,}
que correspon al cas més general del mètode de Newton-Raphson fraccional.

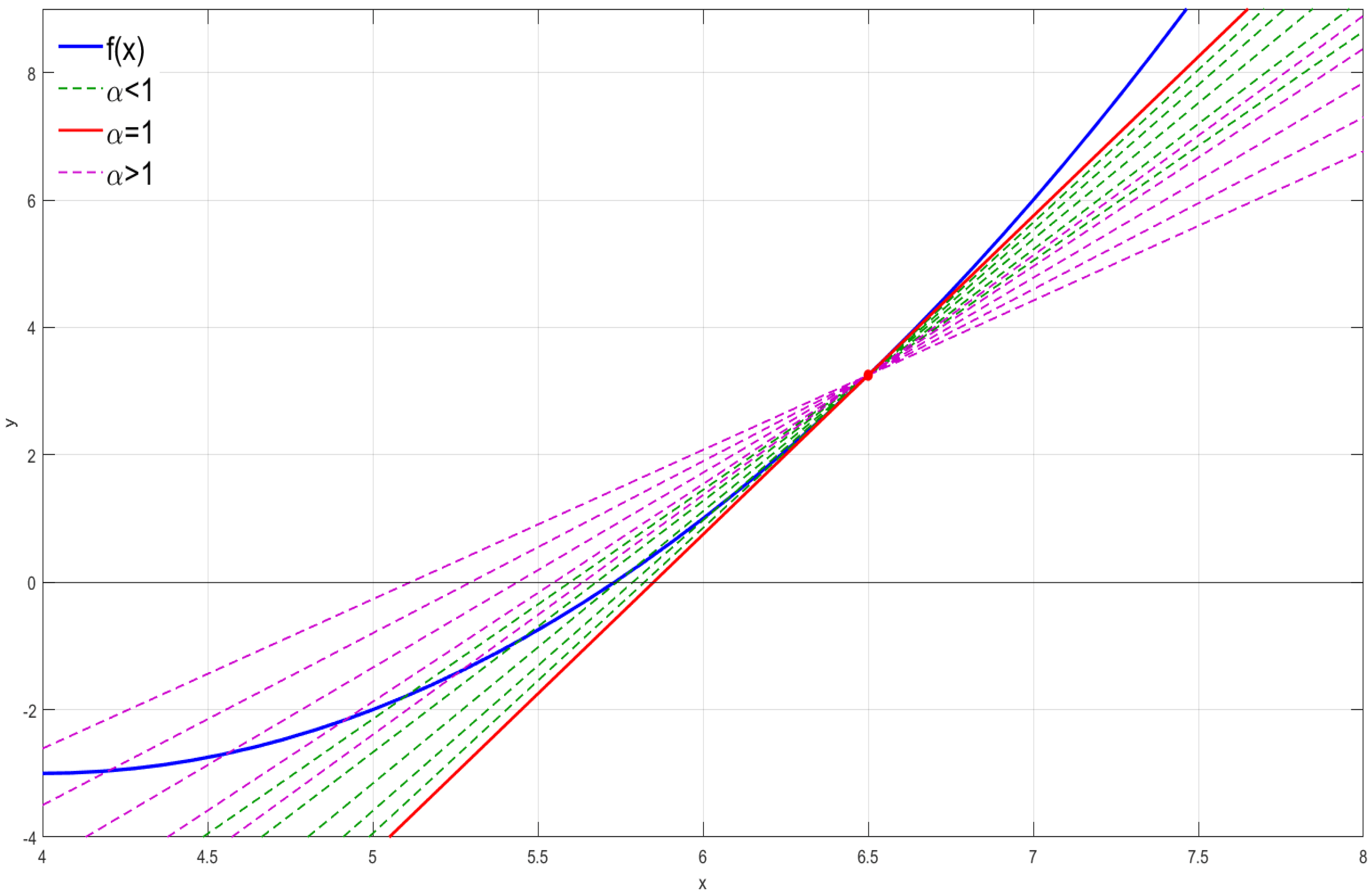
Il·lustració d'algunes línies generades pel mètode de Newton–Raphson fraccional per a la mateixa condició inicial, però amb diferents ordres de l'operador fraccional implementat. El mètode de Newton–Raphson fraccional genera generalment línies que no són tangents a la funció les arrels de la qual es busquen, a diferència del mètode clàssic de Newton–Raphson. Font: [https://www.mdpi.com/2504-3110/5/4/240 MDPI

L'ús d'operadors fraccionals en mètodes de punt fix ha estat àmpliament estudiat i citat en diverses fonts acadèmiques. Exemples d'això es poden trobar en diversos articles publicats en revistes de renom, com els que apareixen a ScienceDirect, Springer, World Scientific, i MDPI. També s'inclouen estudis de Taylor & Francis (Tandfonline), Cubo, Revista Mexicana de Ciencias Agrícolas, Journal of Research and Creativity, MQR, i Актуальные вопросы науки и техники. Aquests treballs destaquen la rellevància i aplicabilitat dels operadors fraccionals en la resolució de problemes.